# Earias paginalis
Earias paginalis är en fjärilsart som beskrevs av Felix Bryk 1948. Earias paginalis ingår i släktet Earias och familjen trågspinnare. Inga underarter finns listade i Catalogue of Life.